# Una Venere senza nome per l'ispettore Forrester
Una Venere senza nome per l'ispettore Forrester (El diablo qui vino de Akasawa, Der Teufel kam aus Akasava) è un film del 1971 scritto e diretto da Jess Franco.

## Trama
Uno scienziato inglese trova un minerale capace di trasformare qualsiasi materiale in oro. Stando ad antiche leggende, pare anche che abbia il potere di tramutare gli esseri umani in zombi. La pietra viene rubata misteriosamente e tocca all'agente speciale Forrester indagare per scoprire chi ha realizzato il furto.

## Produzione
Come nella maggior parte dei film diretti dal cineasta iberico, la pellicola è una co-produzione low budget, gestita dal magnate Karl Heinz Mannchen. Il lungometraggio è tristemente ricordato come l'ultima performance di Soledad Miranda, morta prematuramente a causa di un incidente, poco dopo la fine delle riprese.
L'opera si ispira parzialmente ad un racconto tratto da Il grande fiume di Edgar Wallace. Jess Franco, in seguito, adatterà altre opere dello scrittore. Il tema musicale iniziale è ripreso da Vampyros Lesbos, diretto sempre dal regista spagnolo.

## Distribuzione
Uscito nelle sale cinematografiche italiane il 5 giugno del 1972, il film è stato, successivamente, proposto in formato home video. Attualmente, non esistono copie in lingua italiana.

## Accoglienza
Paolo Mereghetti giudica il lungometraggio negativamente. Il critico sostiene che Franco abbia copiato la trama di Un bacio e una pistola e che sia un lavoro caotico e demenziale.